# 松本ももな
松本 ももな（まつもと ももな、2002年10月12日 - ）は、日本のアイドル、ファッションモデル。HoneyWorksサウンドプロデュースの女性アイドルグループ「高嶺のなでしこ」のメンバー（2022年 - ）。テレビ朝日『ラストアイドル』から誕生した「ラストアイドルファミリー1期生」および、セカンドユニット「シュークリームロケッツ」（2017年 - 2022年）の元メンバーである。愛称は「ももなん」「ももなちゃん」。神奈川県出身。TWIN PLANET所属。

## 略歴

### 2013年
- 雑誌『JSガール』の読者モデルとなる。

### 2014年
- 『JSガール』誌上で開催されたオーディション、PaniCrewの佐々木洋平（YOHEY）がプロデュースする小中学生ガールズユニット「amorecarina（アモレカリーナ→のちアモレカリーナ東京）」のメンバーに選ばれたのが6月21日発売のJSガール 2014年8月号 vol.21にて発表され[2]、グループのリーダーとなる。7月22日にAKIBAカルチャーズ劇場において、「デビュー直前アイドル5組新人公演」で初めてステージに立つ[3][4]。
- 12月10日、アモレカリーナ内の派生ユニット「Miracle☆Girls（ミラクル☆ガールズ）」のメンバーに選ばれる[5]。

### 2015年
- 2月21日発売のVol.25および10月22日発売のVol.29にて『JSガール』の表紙を飾る。
- 3月18日に『モンスター・ハイ』でCDデビュー（「amorecarina feat. Chu-Z KAEDE」名義）[6]。
- 雑誌『JSガール』の専属モデルとなる。
- 11月15日、アモレカリーナ東京内の派生ユニット「Maliee（マリー）」のメンバーに選ばれる[7]。

### 2016年
- 11月5日にアモレカリーナ東京を卒業[8]。
- 12月22日発売の『JSガール』Vol.36をもって専属モデルを卒業。

### 2017年
- 10月8日（7日深夜）放送の『ラストアイドル』第9回において、立ち位置1番（センター）の間島和奏を対戦者に指名。パフォーマンスバトルでは欅坂46の「青空が違う」を披露するも、審査員の白戸佑輔が間島を勝者に選んだため、敗れた。
- 11月5日（4日深夜）放送の『ラストアイドル』第13回において、セカンドユニット「シュークリームロケッツ」のメンバーとなることが発表され、デビュー曲「想像上のフルーツ」を披露した。

### 2018年
- 1月13日に開幕した『ラストアイドル』2nd seasonにおいて、秋元康をプロデューサーに迎え、セカンドシングルの表題曲を賭けて臨んだバトルに勝利。「君のAchoo!」でセンターを務めた[9]。
- 「テレ朝公式ウォッチガール」に選ばれる[10]。
- 5月25日発売の『Platinum FLASH vol.4』（光文社）において、自身初となるソログラビアが掲載された[11]。

### 2019年
- 5月31日、テレビ朝日『Jの若武者』番組サポーターに就任[12]。

### 2020年
- 4月15日発売のラストアイドル8thシングル「愛を知る」の選抜オーディションにて14位に選出される[13]。また、週プレ選抜にも選出され、同曲のPB盤カップリング曲「期待値0」を歌唱している[14]。
- 11月4日発売のラストアイドル9thシングル「何人(なんびと)も」の表題曲のメンバーに選抜される[15]。また、ラスアイテレビ朝日ディレクターバトルのオリジナルユニット「やらかしバスターズ」に選出され、同曲のA盤カップリング曲「あやふや」を歌唱している[16]。

### 2021年
- SHOWROOM内で行われた「雑誌bisレギュラーモデル争奪イベント」にて、Aグループを1位通過。最終審査の結果、bisweb賞を獲得した[17]。
- Honey Cinnamonの秋コレクションと冬コレクションのモデルを務めた[18][19]。
- LARMEプロデュースのアパレルブランド「missmine」のAW2021ルックモデルを務めた[20]。
- 12月8日発売のラストアイドル11thシングル｢Break a leg｣ではラスアイサバイブ選抜立ち位置バトルが行われ選抜入りした。

### 2022年
- LARME×apresjourのコラボ服のモデルを務めた[21]。
- 佐藤ノアプロデュースのアクセサリーブランド「Mel cinna」（メル シーナ）のビジュアルモデルを務めた[22][23]。
- Honey Cinnamonの春コレクションのモデルを務め、コラボアイテムを発売した[24][25][26]。
- 5月29日 東京ガーデンシアターにてラストアイドル最後のライブ「LAST IDOL LAST LIVE」が行われた。
- 5月31日 KT Zepp Yokohamaにて行われた「ラストアイドル 5年間ありがとう Farewell Party」をもってラストアイドルとしての活動終了。
- 6月19日 Ank Rouge原宿店でチェキイベントを開催。
- 8月7日 「TOKYO IDOL FESTIVAL 2022 supported by にしたんクリニック（TIF）」のSMILE GARDENステージにてHoneyWorksサウンドプロデュースのアイドルグループ「高嶺のなでしこ」のメンバーとしてお披露目された。
- 9月13日「TOKYO IDOL FESTIVAL 2022×ガラスガール」TIFで発見！“夏のシンデレラ”プロジェクト初の“夏のシンデレラ”に選ばれると同時にカバーガールグラビア＆インタビューが公開された。2ヶ月間ガラスガールのカバーガールを務める[27][28][29]。
- 「Ank Rouge AW collection vol.4」モデルを務めた[30]。
- 夢展望  DearMyLoveのモデルを務めた[31]。
- 日本橋丸上 振袖コレクション（ナナイロ）モデルを務めた[32]。
- LARMEプロデュースのアパレルブランド「missmine」モデルを務めた[33]。
- LARME振袖トータルプロデュース「KIMONO LARME」モデルを務めた

### 2023年
- 3月17日『LARME 056』（株式会社LARME）ファッション雑誌のモデルを務めた。
- 4月20日 LARME10周年記念ファッションショー 東急歌舞伎町タワー ファッションショーモデルを務めた[34]。
- 「Ank Rouge SS collection vol.5」カタログモデルを務めた[35]。
- 「apres jour」初コスメリリースのモデルを務めた[36]。
- 八鍬里美プロデュースアパレルブランド「michellMacaron」SSコレクションモデルを務めた[37]。
- 6月28日 フジテレビ地上波にて「ねる、取材に行ってきます」#１現役アイドルが選ぶ『とにかく可愛い部門 1位』に選ばれる[38]。
- 7月11日 山梨日 日新聞にSPARK2023開幕直前座談会の様子が見開きで掲載された[39]。
- 8月7日 IDOL RUNWAY COLLECTION Supported by TGC 国立代々木競技場 第二体育館「LARME STAGE」「IDOL RUNWAY COLLECTION STAGE」ファッションショーモデルを務めた[40]。
- コマーシャル・フォト 10月号（9月14日 玄光社）初となるソロ表紙を務めた[41]。
- LARME振袖トータルプロデュース「KIMONO LARME」モデルを務めた。
- 9月15日『LARME 058』（株式会社LARME）ファッション雑誌のモデルを務めた。
- JILL STUART Beauty×Ponte Vecchiアイドルメイクのモデルを務めた。
- sugar nine×LARME SANTA collection イメージモデルを務めた。
- 12月15日『LARME 059』（株式会社LARME）ファッション雑誌のモデルを務めた。
- 12月17日 LARMEデジタル写真集「LAST20 MOMONA」初ソロメモリアル写真集発売。

### 2024年
- 3月2日 第38回 マイナビ 東京ガールズコレクション 2024 spring/summer オープニングアクト、推しの子スペシャルステージ出演。
- 3月8日 『Macao Japan Spring Festival 2024』の公式アンバサダーに就任[42]。
- 「LILY ANNA（リリーアンナ）」カラーコンタクトレンズブランドの新イメージモデルに就任。
- 3月18日『LARME 060』（株式会社LARME）ファッション雑誌のモデルを務めた。
- 3月20日 KANSAI COLLECTION 2024 SPRING & SUMMER ゲスト出演。
- 3月28日 ミュゼプラチナム presents超十代 -ULTRA TEENS FES-2024@TOKYO出演。
- 4月13日 麻生専門学校グループ presents TGC KUMAMOTO 2024 by TOKYO GIRLS COLLECTION出演。
- 5月29日 『WHITEgraph 』（5月29日　講談社）デジタル写真集「SWEET DATE TIME」を発売。
- 5月31日 『WHITEgraph 011』（5月29日　講談社）モデルを務めた。同雑誌の発売を記念して東京・ブックファースト新宿店にて開催のお渡し会に出演。
- 6月6日 産経新聞社 夕刊フジ 芸能面「旬アイドル」に掲載。
- 6月7日 『FINEBOYS 7月号』(日之出出版）ファッション雑誌のモデルを務めた。
- 6月17日『LARME 061』（株式会社LARME）ファッション雑誌のモデルを務めた。
- 8月1日 KANSAI COLLECTION 2024 AUTUMN & WINTER ゲスト出演。
- 8月20日『non-no10月号』アイドルのアイメイク事情徹底調査の企画モデルを務めた。
- しまむらグループ アベイル CHIP CLIP×松本ももな コラボ服販売。
- ROJITA 2024 summer collection モデルを務めた。
- 八鍬里美プロデュースアパレルブランド「michellMacaron」SSコレクションモデルを務めた。
- Ank Rouge AW collection vol.1カタログモデルを務めた。
- ROJITA 2024 AW collection モデルを務めた。
- Esther Bunny × SHIBUYA109 LOVE ＆ HAPPINESS CAMPAIGN 特別撮り下ろしビジュアルモデルを務めた。
- 夢展望 DearMyLoveとHoneyWorksのコラボのゲストモデルを務めた。
- NTTドコモ×超十代がタッグを組んだ「CZOプロジェクト」メンバーに就任。
- 9月17日『LARME 062』（株式会社LARME）ファッション雑誌のモデルを務めた。
- 10月5日 LARME fes モデルランウェイステージ ゲスト出演。

## 人物
- 特技はリボン結び[1]、ハイキック[43]。
- ファンの総称は「ももぐみ」[44]。
- 高嶺のなでしこ公式担当カラーは薄ピンク[45]。
- シュークリームロケッツ担当カラーは赤[46]。
- チワワを飼っている[47]。
- 好きなキャラクターは、なんか小さくてかわいいやつに登場するハチワレ、ピカチュウ、メタモン、マイメロディ、シナモロール・みるく、美少女戦士セーラームーン、ハローキティ
- 中学生の頃好きだったアイドルは、乃木坂46の白石麻衣[3]。
- アイドルになりたいと思ったのは、テレビアニメ『きらりん☆レボリューション』をみて普通の女の子である月島きらりがアイドルになる様子に影響を受け歌う事、踊る事が大好きになったから[48]。
- LaLuceの阿部菜々実、鈴木遥夏とは、ラストアイドルの活動以前から面識があった[49][50]。
- KeyStudioで開催されている「ラスアイの夜ライブ（ラスアイのヨルライ）」のロゴ「ペガみゅ〜ん」をデザインした[51]。
- オリジナリティあふれる語録を様々生み出しており、中でも『ぽやすみ』『ぽしめん』等『ぽ』を使用した表現はファン以外にも浸透しており、共演していた霜降り明星から番組などでたびたび触れられ、霜降り明星のオールナイトニッポンではリスナーからの投稿でネタとしても使われるほどだった[52]。

## 出演
太字はメインキャラクター。

### テレビドラマ
- 嵐の涙〜私たちに明日はある〜（2016年2月1日 - 3月31日、東海テレビ） - 里子（中学生時代） 役
- 警部補・碓氷弘一〜マインド〜（2018年11月25日、テレビ朝日）

### 映画
- 記憶にございません！（2019年） - アイドル 役

### WEBドラマ
- スカパー! 朝のTwitterドラマ「腕相撲」（2019年9月30日 - 10月11日、スカパー!公式Twitter） - 主演（小澤愛実とのダブル主演）

### 舞台
- 舞台『球詠』 - 藤田菫 役
  - 舞台『球詠』（2021年6月24日 - 30日、草月ホール）[53]
  - 舞台『球詠 〜vs 影森・梁幽館編〜』（2022年2月17日 - 23日、新宿村LIVE）[54]
- ×純文学少女歌劇団 File No.0001『マエストロには背を向けよ』（2023年5月3日、Mixalive TOKYO 6F Theater Mixa） - ゲスト出演

### テレビ番組
- おはスタ（2014年10月21日、テレビ東京）
- ヒルナンデス!（2015年8月26日、日本テレビ）
- ラストアイドル（2017年8月13日 - 2022年3月26日 、テレビ朝日）
- ねる、取材⾏ってきます（2022年7月26日・2023年6月28日・8月27日、フジテレビ）
- 関内デビル（2022年11月11日、テレビ神奈川）
- Tune（2022年9月、フジテレビ） - マンスリーアーティスト
- よるのブランチ（2023年6月14日、TBS）
- 夜バゲット（2023年9月8日、日本テレビ）
- 今夜もHAKO-OSHI 秋のアイドル大運動会（2023年9月11日・18日、日本テレビ）
- オールナイトフジコ（2023年10月21日、フジテレビ）
- 2023 FNS歌謡祭 第2夜（2023年12月13日、フジテレビ）
- 夜バゲット（2024年1月5日、日本テレビ）
- 関内デビル（2024年2月5日 - 9日、テレビ神奈川）
- FNS鬼レンチャン歌謡祭（2024年5月29日、フジテレビ）「千鳥の鬼レンチャン」と「FNS歌謡祭」の年1回スペシャルコラボ番組 。
- プレミアの巣窟（2024年6月16日、フジテレビ)

### ラジオ
- 高嶺のなでしこのオールナイトニッポンX（2022年8月18日、ニッポン放送）
- ラジオiNEWS（ラジオNIKKEI第1）
- インディーズ・アロー（2023年8月2日、FMはつかいち）
- HIT HIT HIT!‼︎「高嶺のなでしこの夜遅くにごめん!」（2023年5月5日 - 12月29日、FM NACK5） - 不定期出演
- 矢吹奈子のレコメン！（2024年2月21日、文化放送）
- 高嶺のなでしこのアイドル授業中!（2024年4月6日 - 9月28日、ミュージックバード） - 不定期出演
- 高嶺のなでしこのらじおっちゅーの!（2024年10月5日 - 、FM大阪） - 不定期出演

#### 店内ラジオ
- 幸楽苑 店内放送ラジオ「幸楽苑ハッピースタイル」（2022年12月）

### インターネットテレビ
- ラストアイドル in AbemaTV（2018年6月3日 - 8月26日、AbemaTV）
- UDAGAWA BASEオープン特番（2019年4月17日、AbemaTV）[55]
- 「荒野行動」4周年感謝祭生放送（2021年11月13日、YouTubeライブ配信）
- 生のアイドルが好き（2023年9月21日、ニコニコ生放送）
- オーイシ×鈴木愛理アニソン神曲カバーでしょdeショー!! （2023年11月18日、テレビ朝日公式YouTubeチャンネル）